# Дослідження Біологічного Ритму
Biological Rhythm Research (Дослідження Біологічного Ритму) — це рецензований академічний журнал(Academic journal), який публікує статті про дослідження широкої теми біологічних ритмів. Сфери, які охоплюються, варіюються від досліджень на генетичному або молекулярному рівні до поведінкових або клінічних тем, що включають ультрадіанні, циркадні, інфрадіанні або річні ритми. У журналі публікуються оригінальні науково-дослідницькі статті, оглядові статті, короткі замітки про поточні дослідження, рецензії на книги та підсумки діяльності, симпозіумів і конгресів національних і міжнародних організацій, що займаються ритмічними явищами. Редактори: В. Дж. Рітвельд, А. А. Путілов, Д. Вейнерт.
З 1970 по 1993 роки журнал називався Журнал міждисциплінарних циклічних досліджень. З 1994 року він носить назву «Дослідження біологічного ритму». Він реферується/індексується в Biological Abstracts, BIOSIS Previews, CAB International, Chemical Abstracts, Current Contents, EMBASE/Excerpta Medica, Ergonomics Abstracts, GEOBASE/Geo Abstracts, Psychological Abstracts, PsychoINFO, PsychoLIT, Science Citation Index, SCOPUS, Wildlife Review, та зоологічний запис. Оцінка журналу SCOPUS Cite Score становить 0,805.